# Club Baloncesto Tacoronte
El Club Baloncesto Tacoronte es un club de baloncesto de España con sede en Tacoronte, Tenerife (Islas Canarias). Figura inscrito en las competiciones oficiales como Club Deportivo Baloncesto Tacoronte.
Fue fundado en 1970 con el nombre de Juventud Edelweis de Tacoronte. Actualmente milita en 1ª División Autonómica de Canarias pero ha participado durante muchas temporadas en el baloncesto nacional.

## Historia
Pese a contar con muchos de los jugadores históricos de la isla en los años setenta y ochenta, el equipo competía en campeonatos de verano y provinciales. La mejor época del club llegaba con el nuevo milenio. El equipo llegaba a la recién creada 1ª División Autonómica y en cuatro años pasaba al baloncesto nacional. 
En su debut en Liga EBA el equipo quedó campeón de grupo, siendo eliminado posteriormente en las rondas de ascenso, por lo que su paso a LEB Plata se vio truncado. Después de este gran debut el equipo paso por años más difíciles en los que mantenerse era el objetivo. En la temporada 2008-09 volvía a entrar en una promoción de ascenso al quedar tercero en liga, empatado con segundo y primero, que ese año fue el Club Baloncesto San Isidro de La Orotava, pero ninguno de los dos tuvo suerte en la Liguilla de Ascenso y no se consiguió el objetivo. El Tacoronte quedó cuarto tras perder los tres partidos. Al año siguiente se volvería a entrar en promoción de ascenso al quedar quinto, esta vez con formato de eliminatorias, donde el equipo fue eliminado a la primera de cambio por el Palma Basket mallorquín.
Al finalizar la temporada 2009-10 y acuciado por las deudas el equipo tacorontero decidía vender su plaza en Liga EBA al Tenerife Club de Baloncesto, formando así parte importante del nuevo convenio de baloncesto insular y liquidando su deuda, y descendió a  2ª División Autonómica.
Tras varios años en divisiones autonómicas, en la temporada 2022-23 tras quedar primero en su grupo de 1.ª División Autonómica y subcampeón en la fase final, consigue de nuevo el ascenso a la Liga EBA. Solo pudo mantener la categoría durante una temporada, retornado a 1.ª División Autonómica en la que compite actualmente.

### Historial Liga
| Temporada | Categoría                 | Nivel | Puesto | Balance | Playoff                 | Copa del Rey |
| 1975-1976 | Tercera División          | 3     | 9.º    |         |                         |              |
| 1976-1977 | Tercera División          | 3     | 9.º    |         |                         |              |
| 1994-1995 | Segunda División Canarias | 3     | 3.º    |         |                         |              |
| 1995-1996 | Liga Tinerfeña            | 3     | 2.º    | 6-2     | Semifinal               |              |
| 1996-1997 | Liga Tinerfeña            | 4     |        |         |                         |              |
| 1997-1998 | Liga Tinerfeña            | 4     |        |         |                         |              |
| 1998-1999 | 1ª División Autonómica    | 4     | -      |         |                         |              |
| 1999-2000 | 1ª División Autonómica    | 4     | -      |         |                         |              |
| 2000-2001 | 1ª División Autonómica    | 5     | -      |         |                         |              |
| 2001-2002 | 1ª División Autonómica    | 5     | -      |         |                         |              |
| 2002-2003 | 1ª División Autonómica    | 5     | -      |         |                         |              |
| 2003-2004 | Liga EBA Grupo B          | 4     | 1.º    | 23-7    | Octavos final           |              |
| 2004-2005 | Liga EBA Grupo B          | 4     | 6.º    | 18-12   |                         |              |
| 2005-2006 | Liga EBA Grupo B          | 4     | 10.º   | 14-16   |                         |              |
| 2006-2007 | Liga EBA Grupo B          | 4     | 11.º   | 9-17    |                         |              |
| 2007-2008 | Liga EBA Grupo B          | 5     | 12.º   | 12-18   |                         |              |
| 2008-2009 | Liga EBA Grupo B          | 5     | 3.º    | 19-9    | Fase final (16.º)       |              |
| 2009-2010 | Liga EBA Grupo B          | 4     | 5.º    | 20-10   | Dieciseisavos final     |              |
| 2010-2011 | 2ª División Autonómica    | 6     | 7.º    | 1-11    |                         |              |
| 2011-2012 | 2ª División Autonómica    | 6     | 1.º    | 16-4    | Campeón                 |              |
| 2012-2013 | 1ª División Autonómica    | 5     | 5.º    | 7-7     |                         |              |
| 2013-2014 | 1ª División Autonómica    | 5     | 5.º    | 9-7     |                         |              |
| 2014-2015 | 1ª División Autonómica    | 5     | 2.º    | 10-4    | 4.º                     |              |
| 2015-2016 | 2ª División Autonómica    | 6     | 7.º    | 4-10    |                         |              |
| 2016-2017 | 2ª División Autonómica    | 6     | 7.º    | 13-11   |                         |              |
| 2017-2018 | 1ª División Autonómica    | 5     | 8.º    | 4-12    |                         |              |
| 2018-2019 | 1ª División Autonómica    | 5     | 10.º   | 1-17    |                         |              |
| 2019-2020 | 1ª División Autonómica    | 5     | 9.º    | 5-11    |                         |              |
| 2020-2021 | 1ª División Autonómica    | 5     | 4.º    | 8-6     | Semifinal 3.º (2-1)     |              |
| 2021-2022 | 1ª División Autonómica    | 5     | 5.º    | 10-6    |                         |              |
| 2022-2023 | 1ª División Autonómica    | 5     | 1.º    | 15-1    | Final 2.º (2-1)         |              |
| 2023-2024 | Liga EBA Grupo BA         | 4     | 11.º   | 8-18    |                         |              |
| 2024-2025 | 1ª División Autonómica    | 5     | 3.º    | 11-5    | Cuartos final 7.º (1-1) |              |

| Leyenda                |
| Primer Nivel Nacional  |
| Segundo Nivel Nacional |
| Tercer Nivel Nacional  |
| Cuarto Nivel Nacional  |
| Primer Nivel Regional  |

### Datos del club
- 0 Temporadas en Primer Nivel Nacional
- 0 Temporadas en Segundo Nivel Nacional
- 0 Temporadas en Tercer Nivel Nacional
- 6 Temporadas en Cuarto Nivel Nacional
  - 6 Temporadas en Liga EBA
- 2 Temporadas en Quinto Nivel Nacional
  - 2 Temporadas en Liga EBA
- 15 Temporadas Primer Nivel Regional
  - 15 Temporadas en 1ª División Autonómica

## Instalaciones
El CB Tacoronte juega sus encuentros como local en el Pabellón Municipal Multiusos de Tacoronte. En sus inicios jugó en la explanada de la Plaza del Cristo o las pistas del Colegio Mº Rosa Alonso.